# Timo Mäkelä
Timo Mäkelä, känd under signaturen Timppa, född 31 mars 1951 i Hauho i Finland, är en finländsk serie- och karikatyrtecknare. 

## Biografi
Mäkelä studerade åren 1969–1972 på grafiska linjen vid Konstindustriella läroverket i Helsingfors. Han var kurskamrat med bland andra Tarmo Koivisto och Mauri Kunnas, båda kända serietecknare översatta till flera språk. På 1970-talet tecknade Mäkelä skivomslag till Hector (Hectorock I, 1974) och Erkki Junkkarinen. Mäkelä arbetade som illustratör i vänsterungdomarnas tidning Raketti samt som grafiker hos finländska postverket. Mäkelä har tecknat politisk satir i serieform sedan 1979 i tidningen Kansan Uutiset samt karikatyrer i Ilta-Sanomat. Helsingin Sanomat har publicerat Mäkeläs serie Minun elämäni. Mäkeläs omfattande produktion innehåller flera tecknade serier i dagstidningar samt serieromaner och -noveller. Han tecknar under signaturen Timppa.

## Priser och utmärkelser

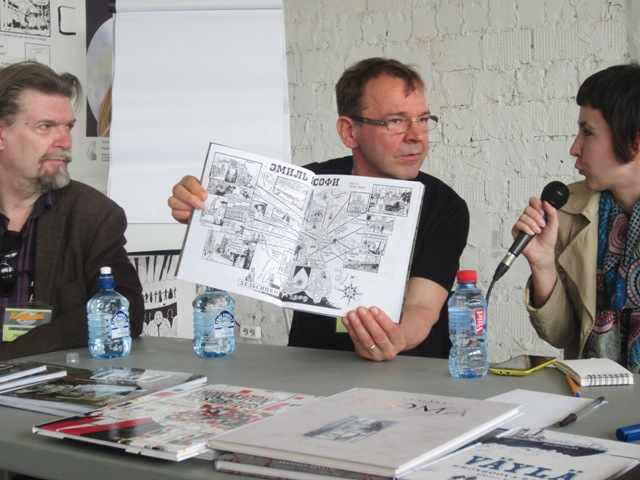
Från KomMissija, Moskvas internationella seriefestival 2015. Timo Mäkelä i mitten omgiven av Vesa Anttonen och Anna Voronkova (Mäkeläs ryska översättare.)

1989 belönades Mäkelä med Kalle Träskalle-hatten av Finlands serieförening. Priset är uppkallat efter en populär seriefigur Pekka Puupää och utdelas årligen till en meriterad serietecknare. På seriefestivalen i Kemi 1998 fick Mäkelä Lempi Grand Prix-priset för hela sin produktion. 2001 fick han finska statens pris för sitt konstnärskap. Han har även fått statens femåriga konstnärsstipendium.

### Tecknade serier i dagspress
- Peikkonen (Ilta-Sanomat 1983–1986)
- Häjyt (Aamulehti 1987–1997)
- Kalliokadun blues (Helsingin Sanomat 1996)
- Pieniä julmia tarinoita (Helsingin Sanomat 1997–1999), tillsammans med Merja Heikkinen
- Minun elämäni (Helsingin Sanomat 2001–2013, Suomen Kuvalehti 2013– )

### Satirsamlingar
- Se ompi Suomenmaa. Gummerus, 1983. ISBN 951-20-2479-9.
- Sattumia. Banana Press, 1988. ISBN 951-96045-2-9.
- Jos vaan hiihdettäis, Matti : Timo Mäkelän piirroksia vuosilta 2000–2009. Arktinen banaani, 2009. ISBN 978-952-5768-10-7.

### Seriealbum
- Kalliokadun blues. Otava, 1997. ISBN 951-1-14894-X.
- Pieniä julmia tarinoita, sanomalehtisarjakuvia. Otava, 1998.
- Puuroa vai velliä – Pieniä julmia tarinoita 2, sanomalehtisarjakuvia. Otava, 1999.
- Lakana ja muuta pyykkiä – Pieniä julmia tarinoita 3, sanomalehtisarjakuvia. Otava, 2003.
- Vaaleanpunainen pilvi. Otava, 2001. ISBN 951-1-17620-X.
- Minun elämäni, sanomalehtisarjakuvia. Arktinen banaani, 2002.
- Kaikki pienet julmat tarinat, sanomalehtisarjakuvia. Otava, 2003.
- Rooma. Arktinen banaani, 2004. ISBN 952-9809-78-6.
- Emil ja Sofi : yhden yön muisto Helsingistä kesältä 1909. Arktinen banaani, 2005. ISBN 952-5602-12-5. (Översatt till ryska 2015. Ryska: Эмиль и Софи, Izoteka. ISBN 978-5-9906086-2-7.)
- Mannerheim ja ihmissyöjätiikeri. Tillsammans med Jukka Parkkinen. Arktinen banaani, 2006. ISBN 952-5602-42-7.
- Häjyt. Strippisarjakuvia vuosilta 1985-1997. Arktinen banaani, 2003. ISBN 952-9809-65-4.
- Kuolematon mestariteos : Honoré de Balzacin aiheen pohjalta. Arktinen banaani, 2007.  ISBN 978-952-5602-79-1.
- Minun elämäni. Arktinen banaani, 2008. ISBN 978-952-5768-10-7.
- Manu, Mara, Tarja ja mä : /Suomen poliittisen historian käännekohtia 1991-2009/. Käsikirjoitus: Jukka Parkkari. Arktinen banaani, 2009. ISBN 978-952-5768-31-2.
- William Shakespearen Romeo & Julia Timo Mäkelän sarjakuvana. Arktinen banaani, 2013. ISBN 978-952-270-130-5.
- Lapsen kengissä. Arktinen banaani, 2017 (maj) ISBN 978-952-270-330-9